# Bettina Bougie
Bettina Bougie, verheiratete Bettina Widmaier, (* 17. März 1939 in Birgden) ist eine deutsche Schauspielerin, Sängerin und Autorin.

## Leben
Nach Beendigung ihrer Schauspielausbildung spielte Bettina Bougie in fünf Filmen und in einigen Folgen einer Fernsehserie unter dem Namen Bettina Busch. Nach ihrer Heirat mit dem Münchener Arzt Günter Widmaier unterbrach sie ihre Schauspielkarriere.
In dem Film Agent 3S3 setzt alles auf eine Karte gab sie 1967 ihr Debüt in der Rolle der Gloria. Unter dem italienischen Filmregisseur Gianfranco Parolini spielte Bougie in dem Film Die drei Supermänner räumen auf. Der Film, in Jugoslawien, Italien, Frankreich und Westdeutschland produziert, wurde 1967 uraufgeführt. 1970 spielte sie in Luftsprünge: Die Après-Skikanone und in der 1971 uraufgeführten TV-Komödie Olympia-Olympia als Bettina Widmaier unter der Regie von Kurt Wilhelm. 1982 spielte Bougie unter der Regie von Ernst W. Kalinke das Annamirl in der Komödie Die liebestollen Lederhosen. 1971 trat sie in der Musik-Show Tanz-Café auf.
Im Jahr 1978 besang Bougie ihre erste Schallplatte mit dem Titel „Casanova“, mit dem sie u. a. in „Musik aus Monaco“ im Fernsehen zu sehen war. Ihre Stimme entdeckte damals der Komponist Gert Wilden, der sich ebenfalls als Gründer der Viel-Harmoniker einen Namen machte. Eine weitere Schallplatte mit den Titeln Ich geh meinen Weg allein und Ich nehme mir die Liebe erschien bei Royal Splendid Records in München. Der Text beider Titel stammt von Else Brée die Komposition von Michael Jary. Die Single wurde mit der Münchener Band The Royals aufgenommen.
Heute lebt und arbeitet sie als Bettina Widmaier-Bougie in München, wo sie ein Kosmetikstudio betrieb und als Autorin tätig war. Sie ist Mitglied im Verband deutscher Schriftstellerinnen und Schriftsteller in Bayern.
Am 28. Mai 2010 erschien ihr erstes Buch „Ein Leben lang verliebt“. In der im Paperback-Format beim Iris Kater Verlag & Medien erschienenen Auto-Biographie erzählt Bougie über ihren Aufstieg vom Bauernmädchen im Rheinland zur High-Society-Lady in der Metropole München.

## Filmografie
- 1966: Agent 3S3 setzt alles auf eine Karte
- 1967: Die drei Supermänner räumen auf (I fantastici tre supermen)
- 1970: Luftsprünge: Die Après-Skikanone (TV)
- 1971: Olympia-Olympia (TV)
- 1971: Tanz-Café (TV)
- 1982: Die liebestollen Lederhosen

## Diskografie
- 1978 Casanova
- 1979 Ich geh meinen Weg
- 1979 Ich nehme mir die Liebe

## Bücher
- 2010: Ein Leben lang verliebt
- 2010: Die Seele, die nie vergisst
- 2012: Magie einer Stimme
- 2013: Der Tangotänzer
- 2014: Diandro